# Avril 1907

## Événements
- 4 avril : Alberto Santos-Dumont effectue un nouveau vol sur son fameux Santos-Dumont 14-bis. Après un bond de 50 mètres, l'appareil s'écrase et se brise. C'est le dernier vol du célèbre avion.
- 5 avril : Louis Blériot réalise son premier vol à bord d'un avion de sa fabrication.
- 14 avril : Fin de la jacquerie paysanne de la faim en Roumanie : la répression a fait 11 000 victimes mais dans l'année qui suit, le Parlement vote plusieurs lois visant à améliorer la condition paysanne : obligation de passer des contrats agricoles, interdiction de cumuler les « arendes » (affermages) et de pratiquer l'usure auprès des paysans, et création d'une banque d'État, le „Crédit rural” facilitant l’accès à la propriété des paysans pauvres.
- Wilbur Wright arrive en France à la suite d'un accord avec Lazare Weiller qui finance le voyage et achète le brevet d'exploitation. Il s'installe au Mans aux Hunaudières, puis au camp d'Auvours où il réalise ses premiers vols en France.
- 24 avril (Japon)[1] : promulgation de la Loi no 45 (Code pénal japonais de 1907).
- 27 avril : affaire Harden-Eulenburg en Allemagne. Le journaliste Maximilian Harden dénonce l'homosexualité du prince de Eulenburg et du général Kuno von Moltke.

## Naissances
- 1er avril : Shivakumara Swami, personnalité de l'aide humanitaire indienne.
- 3 avril : Isaac Deutscher, journaliste, écrivain et historien polonais († 19 août 1967).
- 10 avril : Raymond Bruckberger, père dominicain et écrivain français († 4 janvier 1998).
- 15 avril : Jean Fourastié, économiste français († 25 juillet 1990).
- 16 avril : Joseph-Armand Bombardier, inventeur québécois († 18 février 1964).
- 17 avril : Louis-Philippe-Antoine Bélanger, homme politique québécois († 14 juin 1989).
- 23 avril : Fritz Wotruba, sculpteur autrichien († 28 août 1975).
- 28 avril : Henri Michel (historien), historien français († 5 juin 1986).
- 29 avril :
  - Tino Rossi, chanteur français († 26 septembre 1983).
  - Chūya Nakahara, poète japonais († 22 octobre 1937).

## Décès
- 23 avril : André Theuriet, poète, romancier et auteur dramatique français (° 8 octobre 1833).